# Христианство в Брунее
Христианство исповедуют 8,7 % жителей Брунея. По итогам исследования международной благотворительной христианской организации «Open Doors» за 2014 год, Бруней занимает 24-е место в списке стран, где чаще всего притесняют права христиан.